# Raphael (musicista statunitense)
Raphael Fred Sharpe, meglio conosciuto come Raphael (Tulsa, 1948), è un musicista statunitense.

## Biografia
Raphael è nato a Tulsa nel 1948. A causa dei gravi problemi di salute sofferti dai suoi genitori, venne accudito dalle monache benedettine, e studiò musica classica e canti gregoriani.
Nel 1967 partecipò alla Summer of Love di San Francisco travestito da conte e portando con sé il suo violino. Studiò pianoforte al Conservatorio di San Francisco. Frequentò in seguito l'Esalen Institute di Big Sur, dove ha lavorato per circa dieci anni come insegnante e musicista. Lì iniziò a dedicarsi alla musicoterapia, mescolando le sonorità proprie della world music a quelle del folklore nordamericano.
Nel 1988 licenziò Music To Disappear In, pubblicato per la Hearts of Space, che vendette più di 500.000 copie.
Nel 1985, Raphael e sua moglie Kahua fondarono il Kahua Institute nelle Hawaii, che si pone l'obiettivo di "esplorare e insegnare nuovi modi per potenziare il corpo con mezzi scientifici e spirituali".
Nel 1992, Raphael fondò la Kahua Records, con cui pubblicò i suoi ultimi album.

## Discografia parziale

### Da solista
- 1985 – Music to Disappear In
- 1991 – Music to Disappear In II
- 1994 – Angels of the Deep
- 1996 – Intimacy (Music for Love)

### Collaborazioni

#### Con Kutira
- 1992 – Tantric Wave - Oceanic Tantra
- 1994 – The Opening
- 1994 – Like An Endless River
- 1995 – The Calling (con Marlon Klein, Dr. John C. Lilly, e Kumuhula Auli'i Mitchell)
- 1999 – Prayer